# Зографски листове
Зографските листове са откъслек от кирилски пергаментен ръкопис в библиотеката на Зографския манастир.
Двата листа са открити за науката през 1906 година от руския славист Пьотър Лавров. Те съдържат част от старобългарския превод на съставени от Василий Велики правила за монашески живот. Предполага се, че датират от XI век. В езиково отношение текстът им показва ред старинни черти на морфологията и фонетиката. В него се срещат немалко думи, отсъстващи в останалите старобългарски паметници.

## Издания
- Lavrov, P., Vaillant, R. Les Règles de saint Basile en vieux slave: les Feuillets du Zograph. – Revue des études slaves, 10, 1930, 5-35
- Минчева, А. Старобългарски кирилски откъслеци. С., 1978, 39-45